# Robert Bellamy Clifton
Robert Bellamy Clifton (13 mars 1836 - 21 février 1921) est un scientifique britannique.

## Biographie
Il est le fils du pasteur Robert Cox Clifton. Sa fille Catharine Edith est mariée au chirurgien Henry Souttar. Il fait ses études à l'University College de Londres et au St John's College de Cambridge, où il étudie sous la direction de George Gabriel Stokes. En 1860, il part à Owens College, Manchester en tant que professeur de philosophie naturelle. En 1865, il est nommé professeur de philosophie naturelle expérimentale à l'Université d'Oxford. Pendant son séjour à Oxford, il conçoit le Laboratoire Clarendon et donne un espace de recherche à Charles Vernon Boys,. Le 4 juin 1868, il devient membre de la Royal Society. Il est président de la Société de physique (aujourd'hui Institut de physique) de 1882 à 1884. De 1868 jusqu'à sa retraite en 1915, il est membre du Merton College d'Oxford.